# Linea M4 (metropolitana di Budapest)
La linea M4 è una linea della metropolitana di Budapest. Viene indicata sulla piantina delle linee con il colore verde. È composta da 10 stazioni distribuite su 7,4 km di lunghezza complessiva, attraversando la città in senso Sud occidentale↔Nord orientale.

## Storia
I primi piani per la realizzazione di una quarta linea della metropolitana di Budapest sono stati sviluppati già nel 1972; la linea è stata progettata tra il sud di Buda e Rákospalota / Újpalota, in seguito estesa a Zugló. Il primo decreto è stato fatto nel 1976 e il governo voleva avviare la costruzione nel 1978, ma il progetto è stato abbandonato proprio nel 1978, preferendogli l'estensione della Linea M3. I lavori di costruzione sono iniziati nel 2004 e la prima sezione, composta da 10 stazioni, è stata aperta nel 2014.
Il tracciato della linea M4 collega la parte sud-occidentale della città (Buda) con la parte nord-orientale (Pest). La prima tratta, tra la stazione ferroviaria Kelenföldi fino alla stazione orientale, per una lunghezza di 7,4 km, è stata inaugurata il 28 marzo 2014. La seconda sezione, con 4 stazioni, tra la stazione orientale e piazza Bosnyák, per una lunghezza di 3 km, deve invece ancora essere completata. Dal 2002 al 2004 sono stati effettuati preparativi per la linea M4 in via Béla Bartók e in via Fehérvári, insieme al totale rinnovamento delle piazze.
Nel 2005 ha avuto inizio la costruzione a piazza Baross; è stata costruita una nuova uscita, collegante la stazione esistente della linea M2 con la superficie nell'area di un parcheggio.

## Stazioni di scambio
La M4 ha una stazione di scambio sia per la Linea M2 nella stazione di Keleti pályaudvar sia per la Linea M3 nella stazione di Kalvin ter.

## Passeggeri
Oltre agli attuali passeggeri trasportati dalla linea M2, è previsto che altre 600 000 persone utilizzeranno la linea M4.